# Mandy Nicholls
Mandy Nicholls (pravim imenom: Mandy Nicholson [nedostaje izvor]) (28. veljače 1968.) je bivša engleska igračica hokeja na travi. 
Bila je članicom postave Uj. Kraljevstva koja je osvojila broncu na OI 1992. u Barceloni.

Pored OI 1992., sudjelovala je i na OI 1996. u Atlanti.
Nedavno se reaktivirala i igra za Slough Ladies. (stanje u prosincu 2007.) [nedostaje izvor]

## Vanjske poveznice
- Baza podataka s OI-ja